# 後藤修一
後藤 修一（ごとう しゅういち、1952年4月8日 - 2018年7月19日）は、日本の歴史学者。専門はドイツ現代史、とくにナチス研究。「漫画の手帖」でのペンネームは飯田橋修一。血液型はAB型。

## 略歴
神奈川県横浜市出身。
浅野高等学校卒業。1977年玉川大学文学部外国語学科ドイツ語専攻を卒業。
後藤商店代表取締役社長、コーディネーター
、歴史考証。ヒトラー（ドイツ現代史）研究家。全国高校生協議会世話人。日本学生同盟世話人。
政治結社重遠社国際局長。三島由紀夫研究会幹事。憂国忌実行委員。国防問題研究会幹事。軍事史学会会員。
ドイツ行進曲愛好会会長。元日本郷友連盟常務理事。元日独協会青壮年委員会副委員長。
2018年7月19日、熱中症が原因と思われる心不全で、横浜・伊勢佐木町の店舗兼自宅内で急逝。享年66歳。

## 著書
- 後藤修一遺稿集「漫画の手帖」編　我がオタク人生に悔いなし」 啓文社書房 2019/8/30